# Всемирный музей (Роттердам)
Всемирный музей Роттердама, нидерл. Wereldmuseum Rotterdam, ранее известен как «Музей географии и этнографии», нидерл. Museum voor Land- en Volkenkunde — этнографический музей на Пристани Вильгельма (Willemskade) в г. Роттердам, Нидерланды.
Музей был основан в 1883 году. В нём содержится более 1800 этнографических объектов различных культур Азии, Океании, Африки, Америки и исламских стран.